# Svenskt HällristningsForskningsArkiv (SHFA)

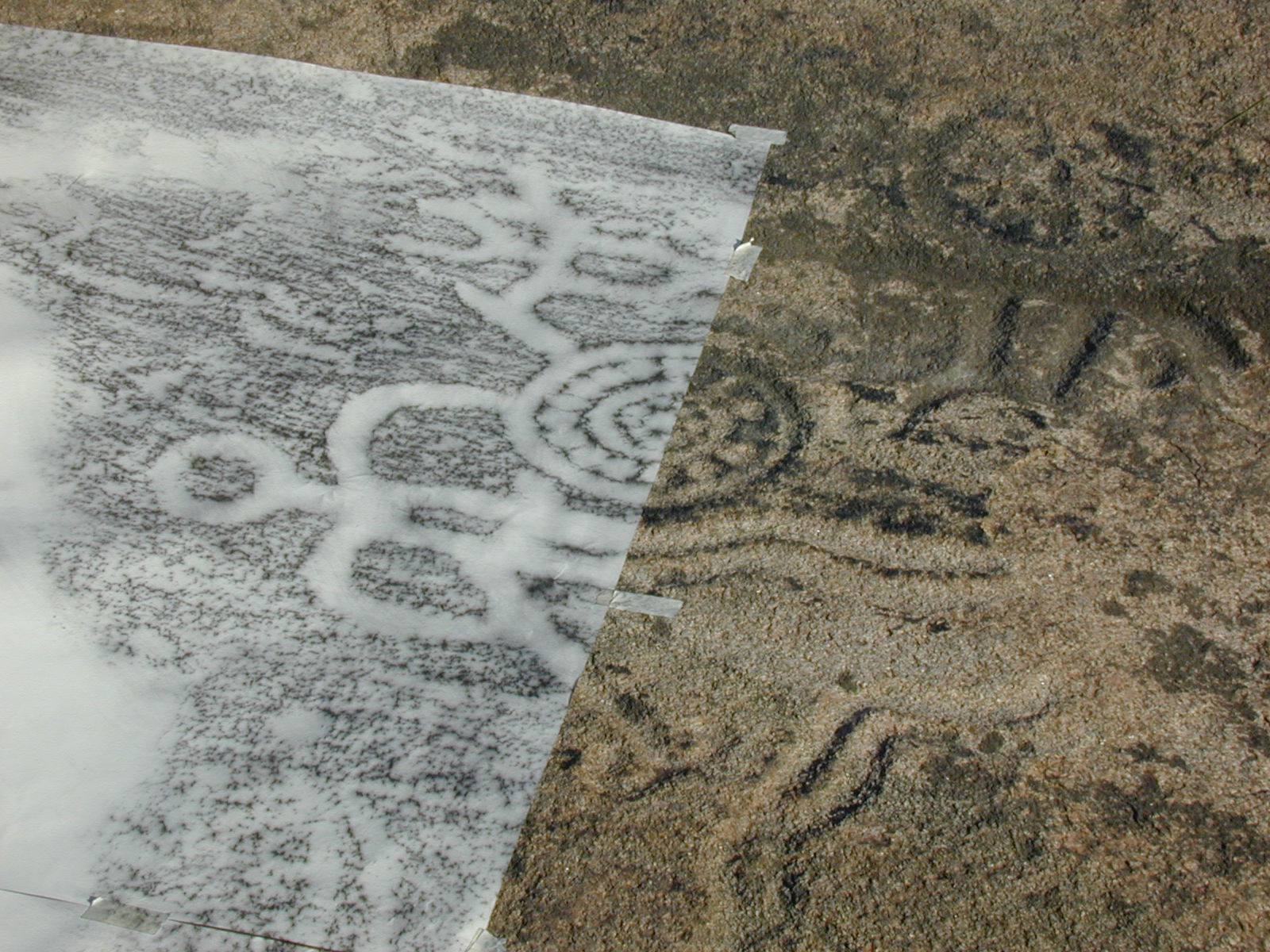
Dokumentation av hällristningen Bo:Kville 124:1. Tekniken som används kallas frottage.

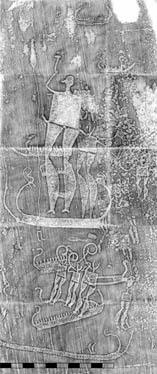
Del av frottagemontage som utförts av Tanums Hällristnings museum föreställande hällristningslokalen Bo:Tanum 248:1.

Svenskt HällristningsForskningsArkiv (SHFA) startades 1 januari 2007 som ett av Riksbankens Jubileumsfond externfinansierat, nationellt projekt för etablering av en databas och ett arkiv för hällristningsdokumentation och forskning. SHFA administreras av Institutionen för historiska studier vid Göteborgs universitet och stöds av Riksantikvarieämbetet. Dess huvudsakliga uppdrag är att samla, inventera, registrera och digitalisera i landet i fler än 80 offentliga och privata arkiv spridd dokumentation av hällristningar samt att utveckla en infrastruktur med en databas och ett användargränssnitt för forskning, förvaltning och förmedling, likt de redan existerande registren över fornlämningar (FMIS), runstenar (Samnordisk runtextdatabas, Riksantikvarieämbetets Runstenar i Sverige) och kyrkor (Riksantikvarieämbetets Sveriges kyrkor).Sedan 2009 då infrastrukturen etablerats stöds projektet av Vetenskapsrådet. För långtidslagringen av den digitala informationen svarar Svensk Nationell Datatjänst vid Göteborgs universitet. Projektet stöds också av Kungl. Vitterhetsakademien som tillsammans med Riksbankens Jubileumsfond sedan 2011 finansierar två seniorforskartjänster med uppdrag att stärka hällristningsforskningen på lång sikt.